# 에릭 폴먼

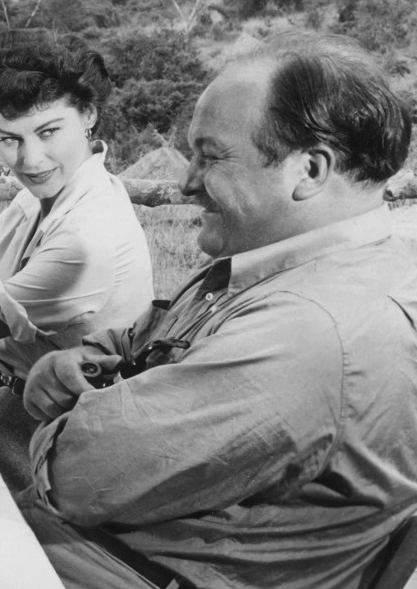
에릭 폴먼

에릭 폴먼(영어: Eric Pohlmann, 독일어: Erich Pohlmann 에리히 폴만[*], 1913년 7월 18일 ~ 1979년 7월 25일)은 영국의 성우, 연극 배우, 영화배우, 텔레비전 배우이다. 오스트리아 빈에서 태어났다.

## 영화
- 비엔나 숲속의 이야기 (1979년)
- 핑크 팬더 3 - 돌아온 핑크 팬더 (1974년)
- 호스맨(영어판) (1971년)
- 형사 클루조 (1968년)
- 003 비밀공작전 (1965년)
- 럭키 레이디 (1965년)
- 007 선더볼 작전 (1965년)
- 비밀첩보원 (1964년)
- 폴로우 더 보이즈 (1963년)
- 007 위기일발 (1963년)
- 세인트(영어판) (1962년)
- 비밀첩보원 (1960년)
- 서프라이즈 패키지 (1960년)
- 익스프레소 봉고 (1959년)
- 두 도시 이야기 (1958년)
- 리치 포 더 스카이 (1956년)
- 열정의 랩소디 (1956년) - 콜버트 역
- 젠틀맨 메리 브뤼네트 (1955년)
- 황금의 보수 (1955년)
- 디즈니랜드 (1954년) - 킹 조지 3세 역
- 우리의 삶에서 (1954년)
- 데이 후 데어 (1953년)
- 거지의 오페라 (1953년)
- 모감보 (1953년)
- 어미진시 콜 (1952년)
- 데어 이즈 어나더 선 (1951년)
- 제3의 사나이 (1949년)